# Sainte-Barbe (Mozela)
Sainte-Barbe – miejscowość i gmina we Francji, w regionie Grand Est, w departamencie Mozela.
Według danych na rok 1990 gminę zamieszkiwało 525 osób, a gęstość zaludnienia wynosiła 38 osób/km² (wśród 2335 gmin Lotaryngii Sainte-Barbe plasuje się na 574. miejscu pod względem liczby ludności, natomiast pod względem powierzchni na miejscu 386.).